# Prunus murrayana
Prunus murrayana är en rosväxtart som beskrevs av Edward Palmer. Prunus murrayana ingår i släktet prunusar, och familjen rosväxter. Inga underarter finns listade i Catalogue of Life.